# Шкільний бал
«Шкільний бал» (англ. Prom Night) — фільм-слешер 1980 року режисера Пола Лінча за сценарієм Вільяма Грея. У головних ролях Джеймі Лі Кертіс і Леслі Нільсен.

## Синопсис
На випускному вечорі в середній школі вбивця в масці переслідує чотирьох підлітків, винних у випадковій загибелі однокласниці шість років тому.

## У ролях
| Актор             | Роль           |
| ----------------- | -------------- |
| Леслі Нільсен     | містер Хаммонд |
| Джеймі Лі Кертіс  | Кім Хаммонд    |
| Кейсі Стівенс     | Нік Макбрайд   |
| Анна-Марія Мартін | Венді Річардс  |
| Майкл Таф         | Алекс Хаммонд  |
| Мері Бет Рубенс   | Келлі Лінч     |
| Джой Томпсон      | Джуд Каннінгем |

## Виробництво

### Розробка
Режисер Пол Лінч створив «Випускний вечір» після зустрічі з продюсером Ірвіном Яблансом, який раніше виступав виконавчим продюсером «Хелловіну» (1978). Спочатку Лінч запропонував фільм «Не ходіть до лікаря» (англ. Don't Go See the Doctor), про лікаря, який вбиває своїх пацієнтів. Натомість Ябланс запропонував Лінчу використати свято як основу для фільму, в результаті чого Лінч вирішив побудувати сюжет навколо події шкільного випускного вечора. Сценарист Роберт Гуза, студент Університету Південної Каліфорнії, з яким Лінч був знайомий, написав історію про групу підлітків, чия участь у трагічній події в дитинстві переслідує їх донині. Історія Гуза лягла в основу сценарію.
Під час відвідування заходу Telefilm Canada у Лос-Анджелесі Лінч познайомився з продюсером Пітером Сімпсоном, якому він представив ідею. Фільм був міжнародним спільним виробництвом Канади та Сполучених Штататів і був знятий згідно з податковим режимом, передбаченим для американських фільмів, що знімаються в Канаді.

### Кастинг
У документальному фільмі «Going to Pieces: The Rise and Fall of the Slasher Film» (2006) Лінч заявив, що він мав труднощі з забезпеченням фінансування фільму, поки Джеймі Лі Кертіс не погодилася на проект; вона отримувала зарплату в розмірі 30 000 доларів США (еквівалентно $106,551 у 2022 році) за її появу у фільмі. Спочатку Ів Пламб проходила прослуховування на роль Кім Хаммонд,але її відхилили після того, як менеджер Джеймі Лі Кертіс зв’язався з Полом Лінчем щодо її участі у фільмі. За словами Кертіс, «Випускний вечір» був першим проектом, на якому вона «заробила гроші».

### Зйомки
Фільм знімали протягом двадцяти чотирьох днів у Торонто, зйомки розпочалися 13 серпня 1979 року  і завершилися 13 вересня того ж року. Більшість знімальної групи складали нещодавні випускники кіношкіл Канади. Школою у фільмі слугував Колегіальний інститут Дон Міллс, а занедбаною будівлею, що фігурує на початку фільму, — В'язнична ферма Лангстаффа у Річмонд-Гіллі.

### Музика
Композицію та саундтрек до фільму створили Пол Заза та Карл Ціттрер, а також Білл Кратчфілд та Джеймс Пауелл (додаткові матеріали).

## Випуск
Зважаючи на обмежений випуск у Сполучених Штатах 18 липня 1980 року, «Випускний вечір» мав фінансовий успіх. Протягом першого тижня прем’єри в окремих містах (включно з Чикаго, Мілуокі, Луїсвілл та кількома містами Техасу) він зібрав 1 189 636 доларів США. 
Загалом фільм зібрав у прокаті США 14,8 мільйонів доларів.